# Улятка (станція)
Улятка (рос. Улятка) — станція Могочинського регіону Забайкальської залізниці Росії, розташована на дільниці Куенга — Бамівська між станціями Велика Омутна (відстань — 20 км) і Сгібеєво (17 км). Відстань до ст. Куенга — 650 км, до ст. Бамівська — 99 км; до транзитного пункту Каримська — 882 км.